# Томанце (Исток)
Томанце (алб. Tomoc или Tomoci) је насеље у општини Исток на Косову и Метохији.

## Демографија
Насеље има албанску етничку већину, до 1999. године у селу је било око 40% Срба.
Број становника на пописима:
- попис становништва 1948. године: 414
- попис становништва 1953. године: 796
- попис становништва 1961. године: 937
- попис становништва 1971. године: 1.216
- попис становништва 1981. године: 1.431
- попис становништва 1991. године: 1.522